# CherryOS
CherryOS är en emulator som gör det möjligt att köra Mac OS på en vanlig PC. Programmet släpptes som ett kommersiellt program den 9 mars 2005, men slutade utvecklas knappt två månader senare. 

## Licensproblem
Efter att emulatorn släppt anklagades den för att vara en förändrad version av PearPC. Eftersom PearPC är publicerad som fri programvara under licensen GNU GPL så krävs det att förändrade versioner också släpps under samma licens, men så var inte fallet med CherryOS. Efter hot om stämning upphörde utvecklandet av programmet den 5 maj 2005.